# Megaselia opacicornis
Megaselia opacicornis är en tvåvingeart som beskrevs av Schmitz 1949. Megaselia opacicornis ingår i släktet Megaselia och familjen puckelflugor. Arten är reproducerande i Sverige. Inga underarter finns listade i Catalogue of Life.